# Tolmezzo
Tolmezzo (em língua friulana Tumieç) é uma comuna italiana da região do Friuli-Venezia Giulia, província de Udine, com cerca de 10 609 habitantes. Estende-se por uma área de 65 km², tendo uma densidade populacional de 163 hab/km². Faz fronteira com Amaro, Arta Terme, Cavazzo Carnico, Lauco, Moggio Udinese, Verzegnis, Villa Santina e Zuglio.

## Demografia
| Variação demográfica do município entre 1861 e 2011                               |
|                                                                                   |
| Fonte: Istituto Nazionale di Statistica (ISTAT) - Elaboração gráfica da Wikipedia |